# Ferrovie Calabro Lucane

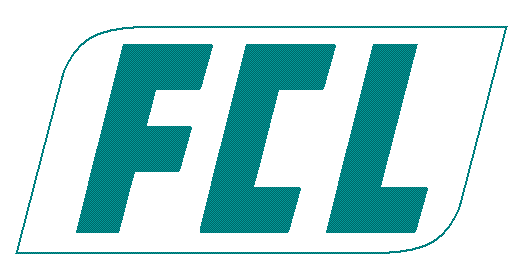
Logo der FCL

Die Ferrovie Calabro Lucane (FCL) waren eine Eisenbahngesellschaft in den vier süditalienischen Regionen Kampanien, Basilikata, Apulien und Kalabrien. Sie bestanden von 1964 bis 1990 und betrieben Schmalspurbahnen mit 950 mm Spurweite und Buslinien.

## Geschichte
Im Jahr 1910 erhielt die Mediterranea-Calabro-Lucane (MCL) eine Konzession für den Bau eines Nebenbahnnetzes in Süditalien mit 950 mm Spurweite. Die MCL, damals noch mit ihren ursprünglichen Namen Rete Mediterranea, hatte nach der Verstaatlichung 1905 ihr Normalspurnetz verloren, dafür aber große Geldsummen erhalten. Das ursprüngliche ehrgeizige Projekt wollte die Provinzen Salerno, Potenza, Matera, Bari, Cosenza, Catanzaro und Reggio Calabria verbinden. Am 9. August 1915 konnte als erstes Teilstück die Strecke Bari–Matera den Verkehr übergeben werden. Der Erste Weltkrieg verzögerte die Bauarbeiten. 1926 wurde das Netz auf die bereits begonnenen Strecken reduziert und 1934 die Bauarbeiten gänzlich eingestellt. Vom zerstückelten Netz waren 765 Kilometer in Betrieb. Die MCL vernachlässigte Modernisierungen und Unterhalt, was auch der Grund für den schweren Unfall auf dem Fiumarella-Viadukt am 23. Dezember 1961 war, bei dem 71 Menschen ihr Leben verloren. 
Nach dem Unfall wurde die Konzession der MCL widerrufen und per 1. Januar 1964 an die Ferrovie Calabro Lucane (FCL) vergeben. Die FCL standen unter der Leitung eines Regierungskommissärs. Die Hauptverwaltung befand sich in Rom, die Finanzabteilung in Bari und Catanzaro. Die rasante Entwicklung des Straßenverkehrs führte in den 1960er-Jahren zu einem starken Verkehrseinbruch der veralteten Schmalspurbahnen. Im Jahr 1969 wurde entschieden, die Infrastruktur der FCL den Verkehrsbedürfnissen der Bevölkerung anzupassen. Bahnstrecken mit geringer Nachfrage wurden eingestellt und durch Buslinien ersetzt. Dazu beschafften die FCL mehrere hundert Busse.

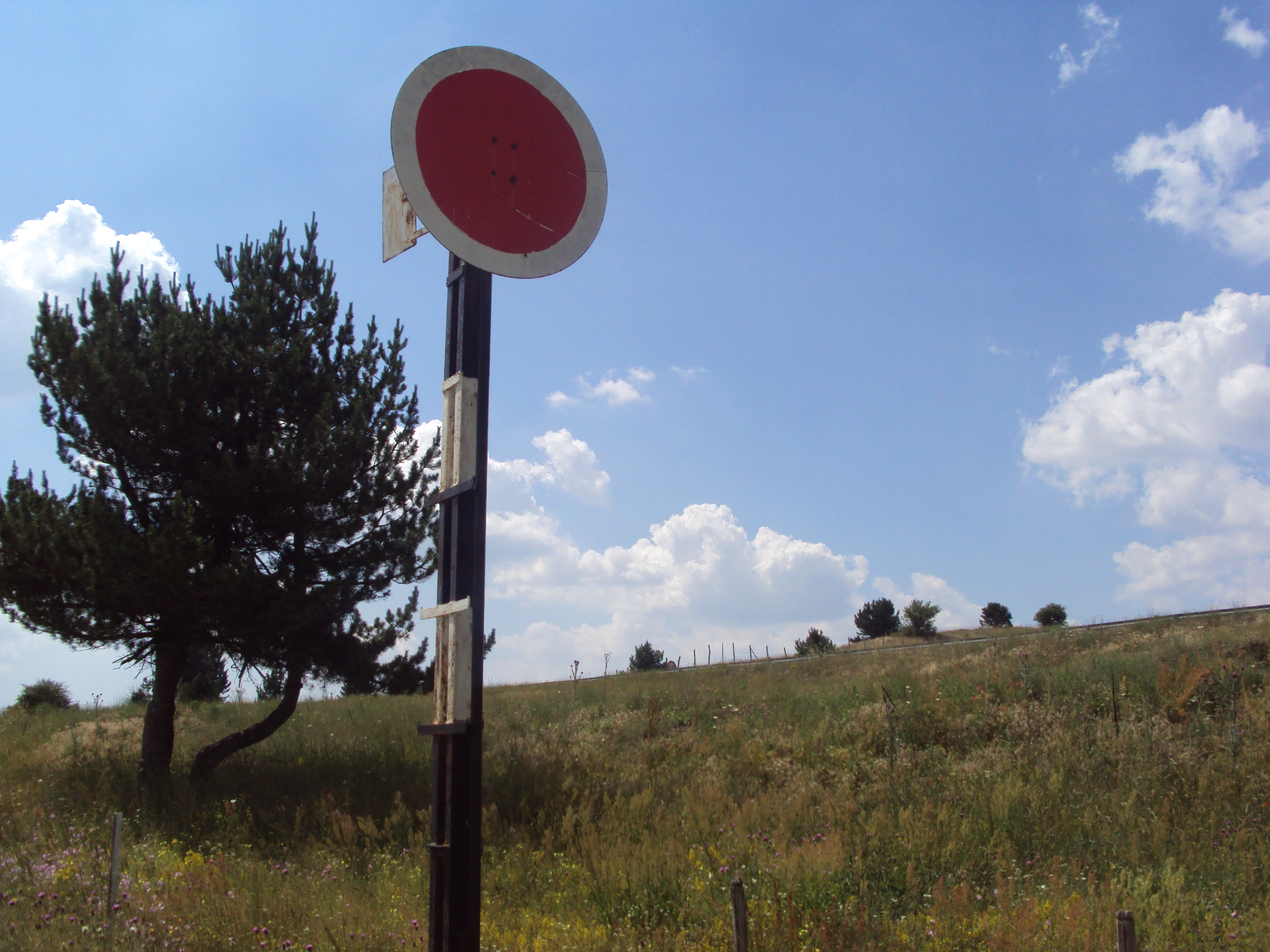
Klassisches Scheibensignal der FCL in San Nicola-Silvana Mansio auf der Strecke Pedace–San Giovanni in Fiore

Mit einem Dekret wurden am 2. Oktober 1990 die FCL in zwei Unternehmen aufgeteilt. Die Ferrovie della Calabria (FC) nahmen 1991 den Bahn- und Busverkehr in der Region Kalabrien auf und die Ferrovie Appulo Lucane (FAL) übernahmen den öffentlichen Verkehr in den Regionen Basilikata und Apulien.

## Betrieb
Die durch Gebirgsgegenden führenden Schmalspurstrecken der FCL erlaubten mit ihren engen Kurven und Steigungen bis zu 60 Promille nur geringe Geschwindigkeiten, die im Durchschnitt etwa 30 km/h betrugen. Streckenabschnitte mit 100 Promille Steigung wurden mit Zahnstange überwunden. Die Sicherung der Zugfahrten erfolgte zunächst telegraphisch oder telefonisch. Die für die FCL typischen Scheibensignale wurden von den Station aus über Stellwerke der Bauarten Jüdel und AEG des italienischen Lizenznehmers Officine Meccaniche Servettaz bedient. Erst in den späten 1980er-Jahren kamen auf den Hauptstrecken die ersten Drucktastenstellwerke zum Einsatz.

## Strecken der FCL

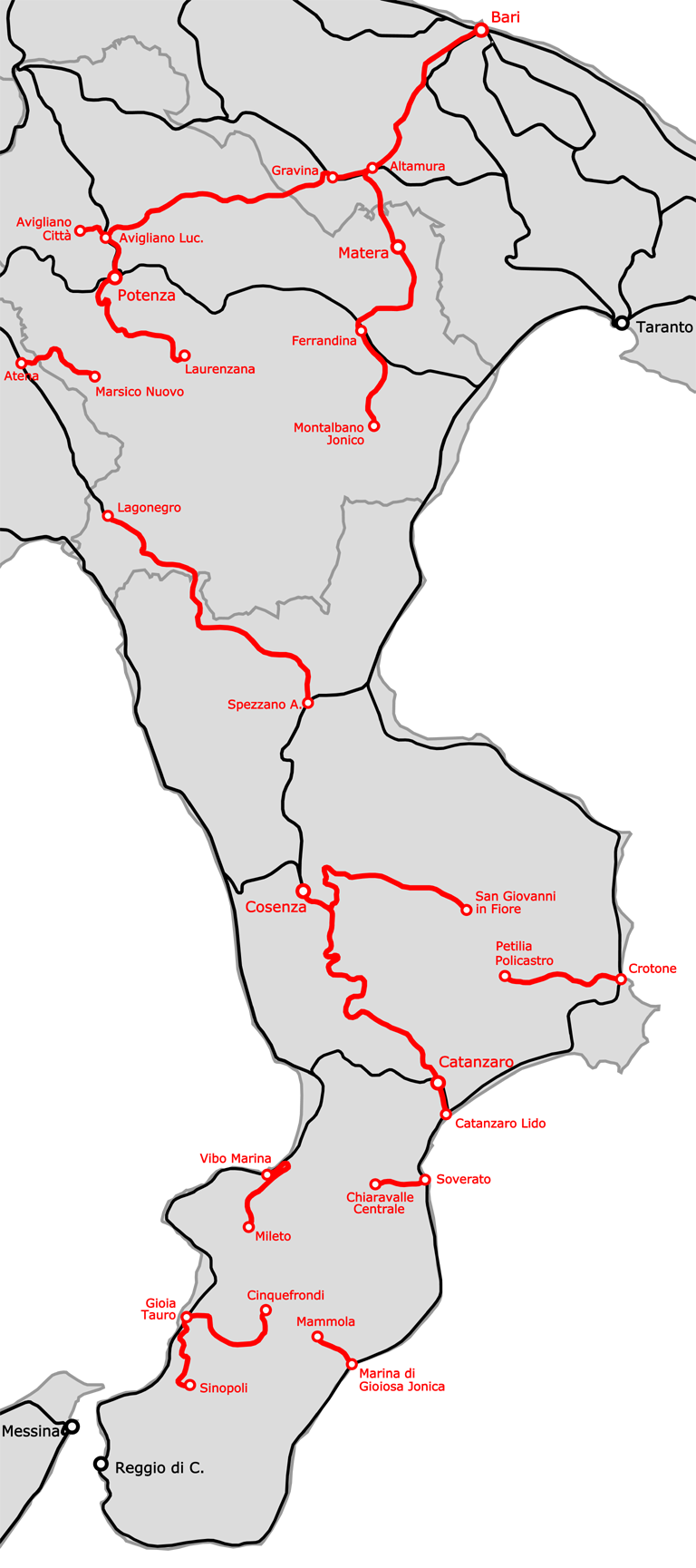
Streckennetz der FCL

| Strecke                                                       | Länge      | Betriebseröffnung  | Einstellung |  |
| ------------------------------------------------------------- | ---------- | ------------------ | ----------- |  |
| Bari–Matera–Montalbano Jonico                                 | 141,165 km |                    |             |  |
| ● Bari–Matera                                                 | 75,800 km  | 9. August 1915     | –           |  |
| ● Matera–Miglionico                                           | 27,708 km  | 24. Mai 1928       | 1972        |  |
| ● Miglionico–Montalbano Jonico                                | 37,656 km  | 29. Oktober 1932   | 1972        |  |
| Altamura–Avigliano Lucania                                    | 85,291 km  |                    | –           |  |
| ● Acerenza–Avigliano Lucania                                  | 19,188 km  | 26. Mai 1930       | –           |  |
| ● Altamura–Acerenza                                           | 66,103 km  | 21. April 1934     | –           |  |
| Avigliano Città–Potenza–Laurenzana                            | 64,778 km  |                    |             |  |
| ● Potenza Inferiore Scalo–Pignola                             | 12,130 km  | 23. Januar 1919    | 1980        |  |
| ● Avigliano Città–Avigliano Lucania                           | 7,716 km   | 26. Mai 1930       | –           |  |
| ● Pignola–Laurenzana                                          | 30,370 km  | 4. November 1931   | 1969        |  |
| ● Potenza Città–Potenza Inferiore Scalo                       | 3,083 km   | 1. Juli 1933       | –           |  |
| ● Potenza Città–Avigliano Lucania                             | 11,477 km  | 28. Oktober 1933   | –           |  |
| Ahtena–Marsico Nuovo                                          | 26,764 km  | 28. Oktober 1931   | 1966        |  |
| Lagonegro–Spezzano Albanese abschnittweise mit Zahnstange     | 104.745 km |                    |             |  |
| ● Spezzano Albanese–Castrovillari                             | 25,254 km  | 15. September 1915 | 1978        |  |
| ● Lagonegro–Laino Borgo                                       | 39,857 km  | 30. Oktober 1929   | 1978        |  |
| ● Castrovillari–Morano Calabro                                | 3,377 km   | 23. Juni 1930      | 1978        |  |
| ● Laino Borgo–Morano Calabro                                  | 32,255 km  | 1. Juli 1931       | 1978        |  |
| Cosenza–Pedace–Catanzaro                                      | 109,824 km |                    | –           |  |
| ● Cosenza–Pedace–Rogliano                                     | 23,240 km  | 9. Oktober 1916    | –           |  |
| ● Rogliano–Soveria Mannelli                                   | 35,484 km  | 11. Oktober 1922   | –           |  |
| ● Soveria Mannelli–Decollatura                                | 6,338 km   | 30. März 1924      | –           |  |
| ● Catanzaro Città–Catanzaro Lido ein Abschnitt mit Zahnstange | 11,121 km  | 10. Juli 1933      | –           |  |
| ● Decollatura–Catanzaro Città                                 | 33,639 km  | 18. Juni 1934      | –           |  |
| Pedace–San Giovanni in Fiore                                  | 67,084 km  |                    |             |  |
| ● Pedace–Spezzano della Sila                                  | 10,460 km  | 11. Oktober 1922   | 2010        |  |
| ● Spezzano della Sila–San Pietro in Guarano                   | 11,352 km  | 11. Oktober 1922   | 2008        |  |
| ● San Pietro in Guarano–Camigliatello Silano                  | 17,582 km  | 10. August 1931    | 2008        |  |
| ● Camigliatello Silano–San Giovanni in Fiore                  | 27,690 km  | 6. Mai 1956        | 1997        |  |
| Crotone–Petilia Policastro                                    | 41,841 km  |                    |             |  |
| ● Crotone Centro–Bivio Porto–Petilia Policastro               | 40,666 km  | 16. Juni 1930      | 1972        |  |
| ● Bivio Porto–Crotone Porto                                   | 1,175 km   | 2. August 1930     | 1972        |  |
| Vibo Valentia–Mileto                                          | 27,881 km  |                    |             |  |
| ● Vibo Valentia Marina–Vibo Valentia Città                    | 14,887 km  | 2. Juli 1917       | 1966        |  |
| ● Vibo Valentia Città–Mileto                                  | 12,993 km  | 4. Oktober 1923    | 1966        |  |
| Soverato–Chiaravalle Centrale                                 | 22,950 km  | 15. Dezember 1923  | 1969        |  |
| Gioia Tauro–Cinquefrondi                                      | 31,737 km  |                    |             |  |
| ● Gioia Tauro–Cittanova                                       | 21,219 km  | 1. Juni 1924       | 2011        |  |
| ● Cittanova–Cinquefrondi                                      | 10,518 km  | 28. März 1929      | 2011        |  |
| Gioia Tauro–Palmi–Sinopoli                                    | 26,280 km  |                    |             |  |
| ● Gioia Tauro–Palmi                                           | 12,975 km  | 18. Januar 1917    | 2011        |  |
| ● Palmi–Seminara                                              | 12,975 km  | 18. Januar 1917    | 1994        |  |
| ● Seminara–Sinopoli                                           | 13,307 km  | 21. April 1928     | 1994        |  |
| Marina di Giojosa–Mammola                                     | 14,514 km  | 1. August 1931     | 1968        |  |
| Total                                                         | 737,173 km |                    |             |  |

## Triebfahrzeuge
Die Ferrovie Calabro Lucane (FCL) übernahmen von ihrer Vorgängerin MCL die Schienenbusse M1c „Emmina“ mit Zahnradantrieb und die Dieseltriebwagen M2.120 für den Personenverkehr. Zudem standen u. a. die Dampflokomotiven der Reihe 400 für Adhäsionsbetrieb und die Reihe 500 mit Adhäsions- und Zahnradantrieb zur Verfügung.
Zur Modernisierung des Rollmaterials beschafften die FCL die folgenden Baureihen: 

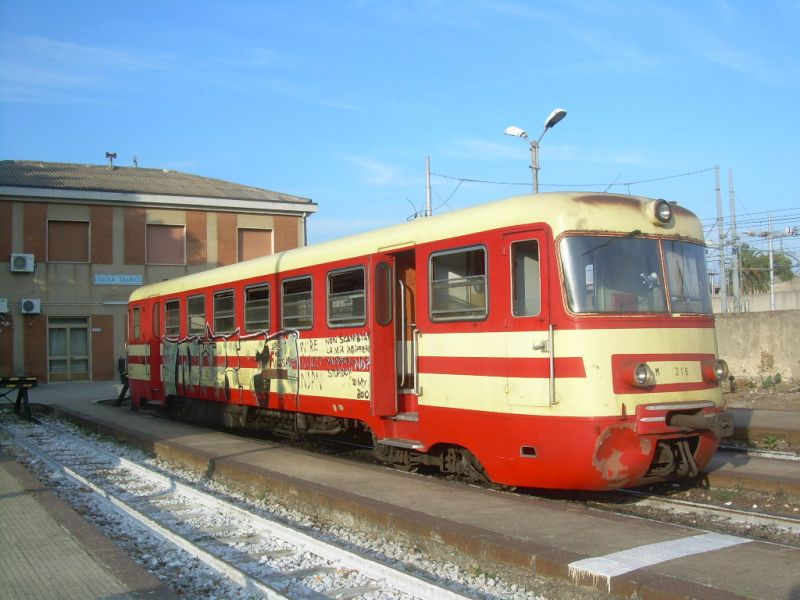
38 Dieseltriebwagen M2.200
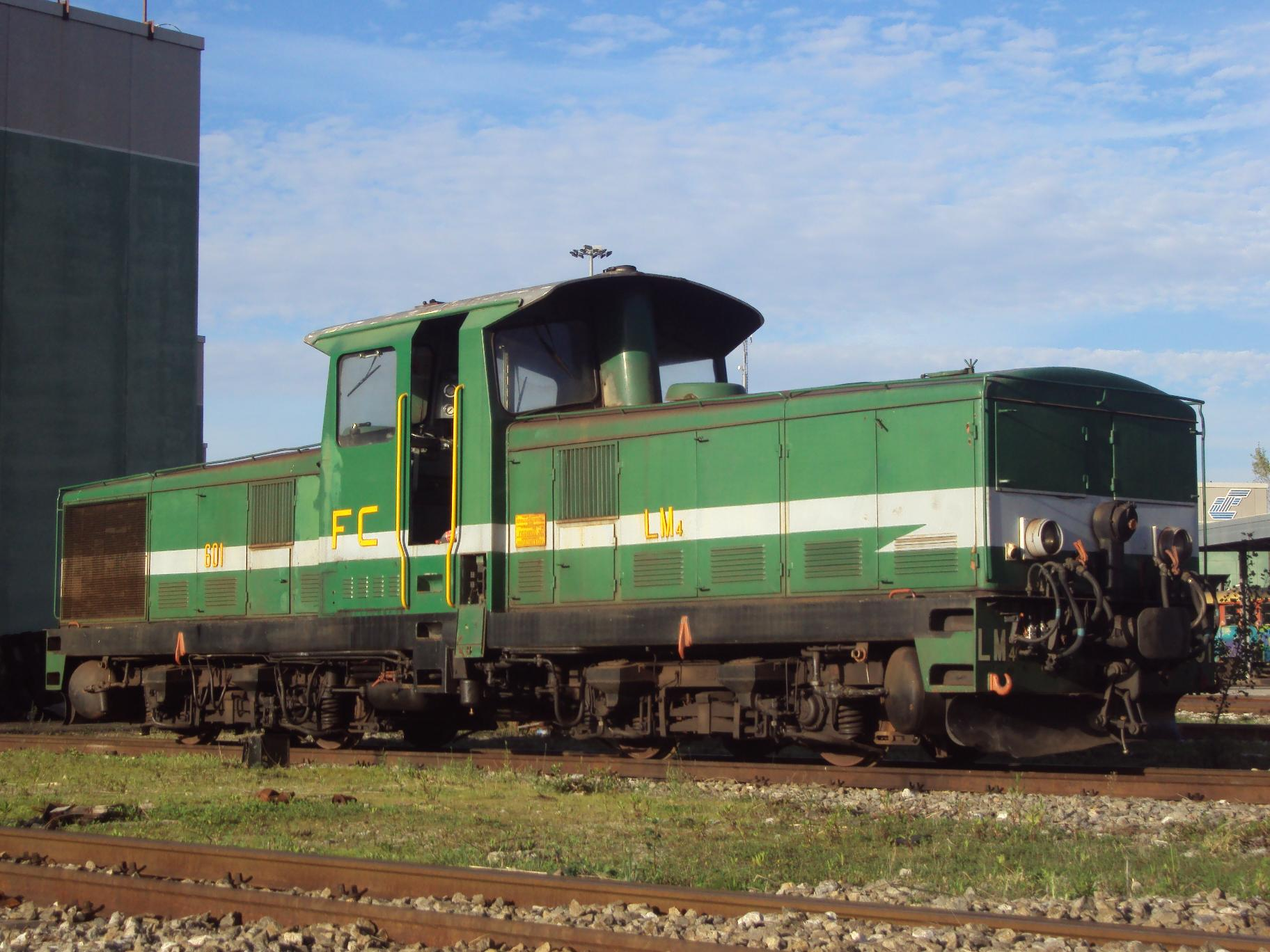
9 Diesellokomotiven LM4
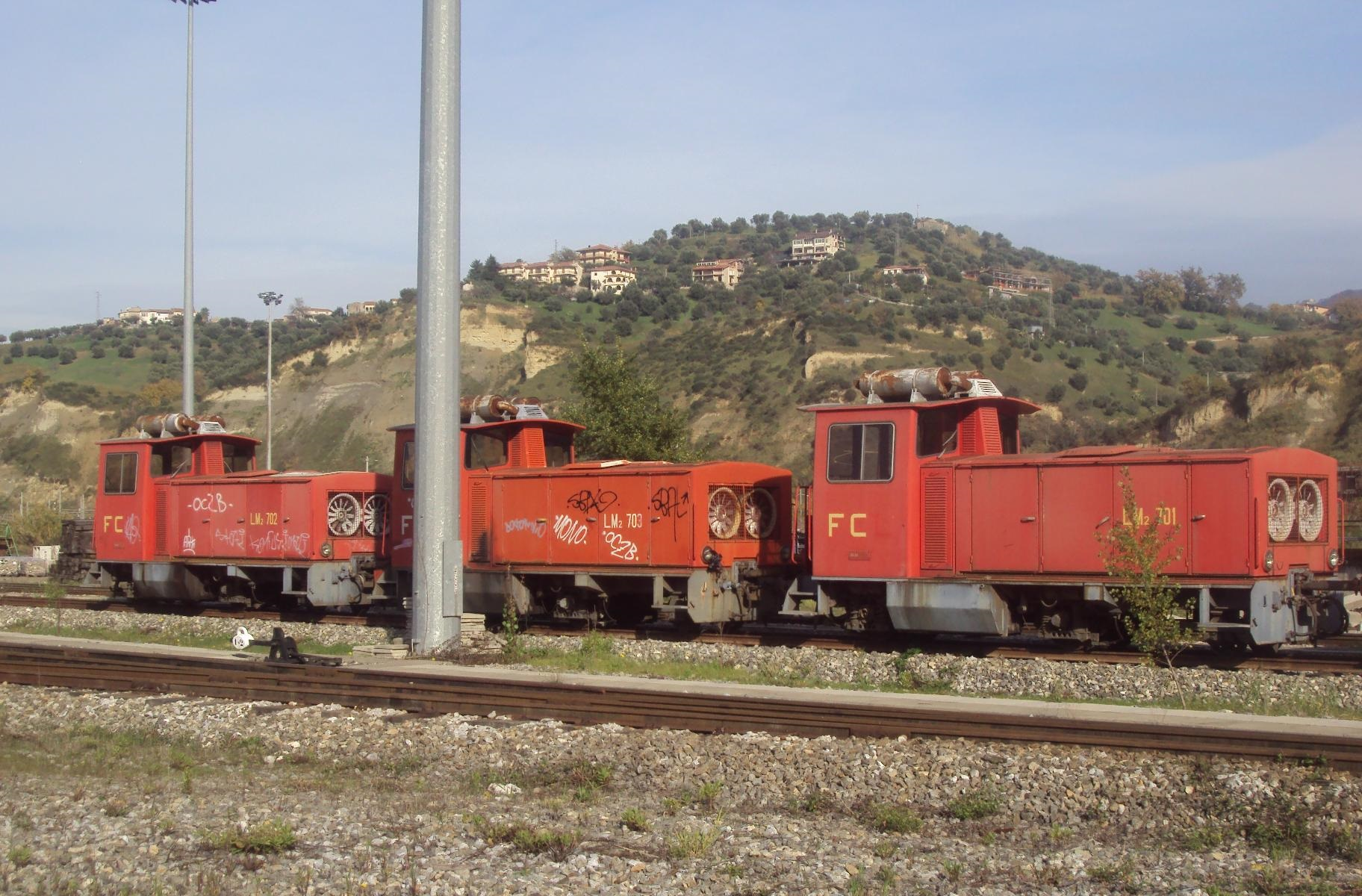
3 Zahnradlokomotiven LM2.700
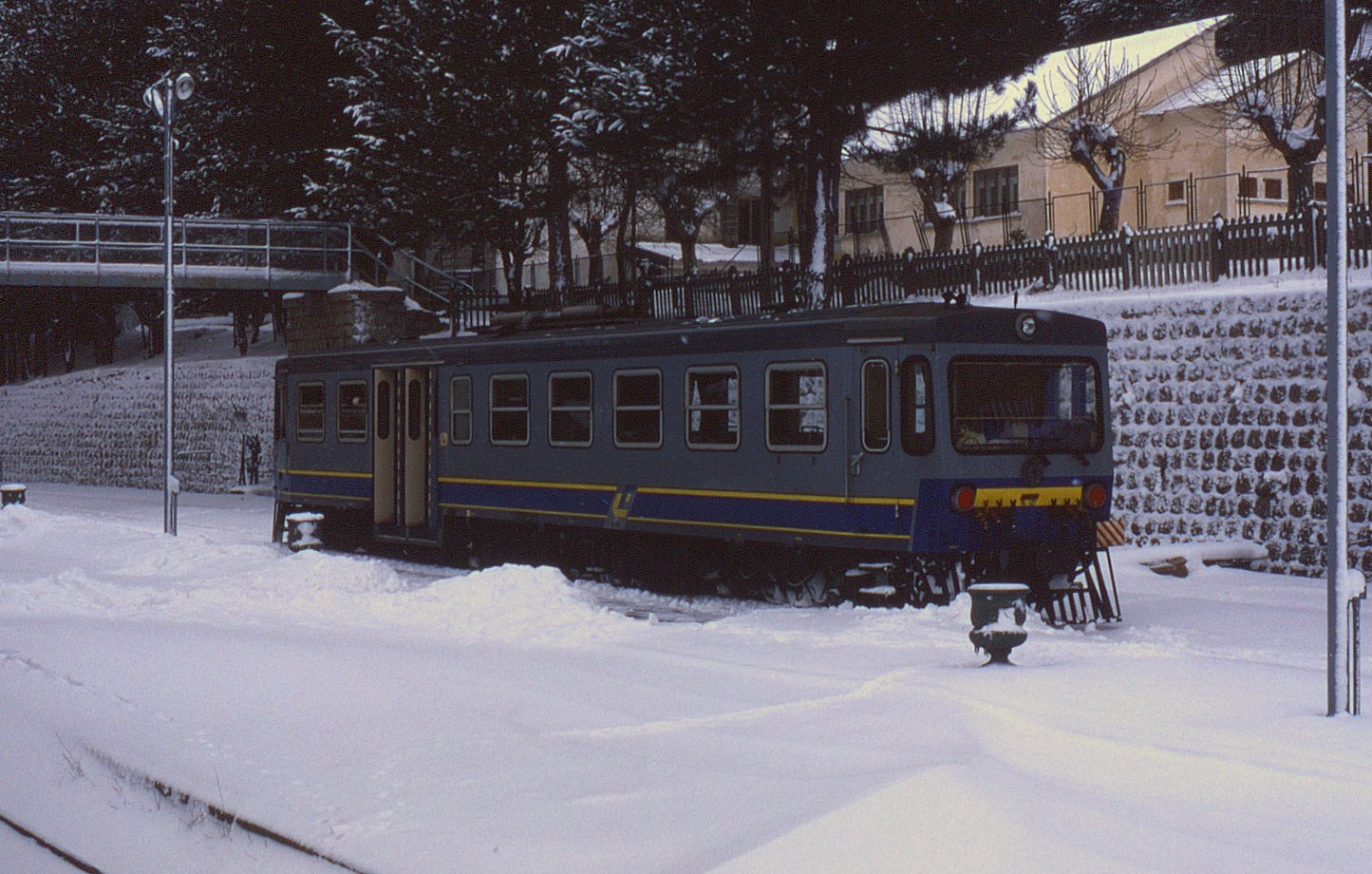
15 Dieseltriebwagen M4.300